# مرحل بوخلز

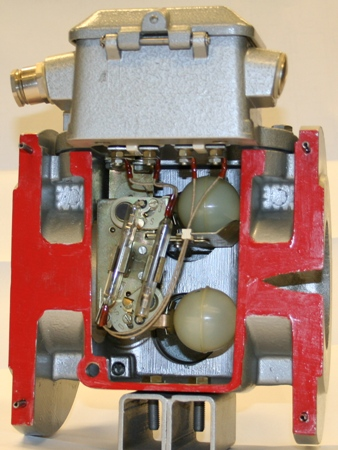
صورة لمحول بوخلز

مرحل بوخلز (بالإنجليزية: Buchholz Relay)‏، في مجال النقل والتوزيع الكهربي، يستخدم كوسيلة أمان لبعض محولات الكهرباء المملوءة بالزيت والمزودة بخزان خارجي للزيت فوق جسم المحول. ويسمى أيضا محول الغاز أو محول ارتفاع الضغط المفاجئ بالمحول.

## التطبيقات
تم استخدام مرحل بوخلز من عام 1940. حيث تم ربطه بالمحولات المملوءة بالزيت وبالخزانات الإضافية للمحول.

## التشغيل
- يعمل كإنذار مبكر عند وجود غازات بالمحول حيث أنه مزود بعوامتين واحدة للإنذار والأخرى للفصل.
- عند انخفاض مستوى الزيت بالمحول فإنه يتم إضافة زيت بالخزان، ونتيجة ذلك يدخل بعض الهواء داخل الخزان، ويختلط بالزيت مما يسبب ارتفاع بحرارة المحول. وحيث أن كثافة الهواء أقل من كثافة الزيت فإن الهواء يرتفع لأعلى معلنا عن وجود غازات من خلال عوامة الإنذار وبالتالي يمكن إخراج فقاقيع الهواء تلك عن طريق مرشح بوخلز أيضا.

## التسمية
أول من صمم مرحل بوخلز هو ماكس بوخلز ( 1875 - 1956 ) في عام 1921.